# Lista dos recordes mundiais de natação

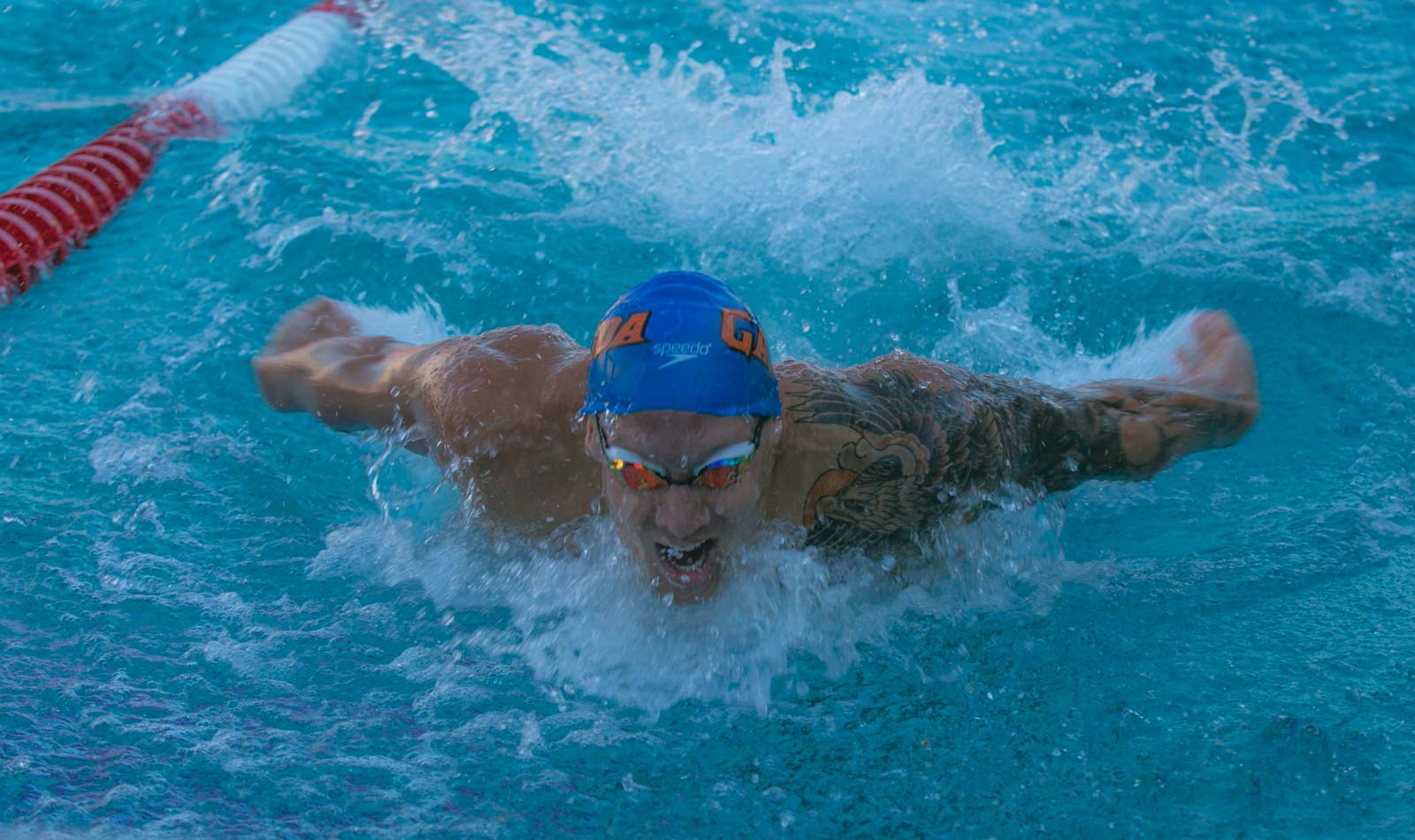
Caeleb Dressel (EUA) mantêm a maioria dos recordes da natação.

Os recordes mundiais de natação são classificados pela FINA. Os recordes podem ser em piscinas longas (50 metros) ou curtas (25 metros). FINA reconhece os recordes nas das seguintes modalidades:
- Nado livre
- Costas
- Peito
- Borboleta
- Medley
- Revezamento

## Piscina longa (50m)

### Masculino
| Estilo Nado    | Metros | Tempo    |    | Atleta(s)                                                                                     | País           | Data        | Evento                | Local                  |
| -------------- | ------ | -------- | -- | --------------------------------------------------------------------------------------------- | -------------- | ----------- | --------------------- | ---------------------- |
| Livre          | 50     | 20.91    |    | César Cielo                                                                                   | Brasil         | 18/Dez/2009 | Campeonato Brasileiro | São Paulo, Brasil      |
| Livre          | 100    | 46.40    |    | Pan Zhanle                                                                                    | China          | 31/Jul/2024 | Jogos Olímpicos       | Paris, França          |
| Livre          | 200    | 1:42.00  |    | Paul Biedermann                                                                               | Alemanha       | 28/Jul/2009 | Campeonato Mundial    | Roma, Itália           |
| Livre          | 400    | 3:40.07  |    | Paul Biedermann                                                                               | Alemanha       | 26/Jul/2009 | Campeonato Mundial    | Roma, Itália           |
| Livre          | 800    | 7:32.12  |    | Zhang Lin                                                                                     | China          | 29/Jul/2009 | Campeonato Mundial    | Roma, Itália           |
| Livre          | 1500   | 14:30.67 |    | Bobby Finke                                                                                   | Estados Unidos | 4/Ago/2024  | Jogos Olímpicos       | Paris, França          |
| Costas         | 50     | 23.55    | sf | Kliment Kolesnikov                                                                            | Rússia         | 27/Jul/2023 | Copa Russa            | Kazan, Rússia          |
| Costas         | 100    | 51.60    | r  | Thomas Ceccon                                                                                 | Itália         | 20/Jun/2022 | Campeonato Mundial    | Budapeste, Hungria     |
| Costas         | 200    | 1:51.92  |    | Aaron Peirsol                                                                                 | Estados Unidos | 31/Jul/2009 | Campeonato Mundial    | Roma, Itália           |
| Peito          | 50     | 25.95    | sf | Adam Peaty                                                                                    | Reino Unido    | 25/Jul/2017 | Campeonato Mundial    | Budapeste, Hungria     |
| Peito          | 100    | 56.88    | sf | Adam Peaty                                                                                    | Reino Unido    | 21/Jul/2019 | Campeonato Mundial    | Gwangju, Coreia do Sul |
| Peito          | 200    | 2:05.48  |    | Qin Haiyang                                                                                   | China          | 28/Jul/2023 | Campeonato Mundial    | Fukuoka, Japão         |
| Borboleta      | 50     | 22.27    |    | Andriy Govorov                                                                                | Ucrânia        | 01/Jul/2018 | Troféu Sette Colli    | Roma, Itália           |
| Borboleta      | 100    | 49.45    |    | Caeleb Dressel                                                                                | Estados Unidos | 31/Jul/2021 | Jogos Olímpicos       | Tóquio, Japão          |
| Borboleta      | 200    | 1:50.34  |    | Kristóf Milák                                                                                 | Hungria        | 21/Jun/2022 | Campeonato Mundial    | Budapeste, Hungria     |
| Medley         | 200    | 1:52.69  |    | Léon Marchand                                                                                 | França         | 30/Jul/2025 | Campeonato Mundial    | Singapura, Singapura   |
| Medley         | 400    | 4:02.50  |    | Léon Marchand                                                                                 | França         | 23/Ago/2023 | Campeonato Mundial    | Fukuoka, Japão         |
| Rev. 4x Livre  | 100    | 3:08.24  |    | Michael Phelps (47.51) Garrett Weber-Gale (47.02) Cullen Jones (47.65) Jason Lezak (46.06)    | Estados Unidos | 11/Ago/2008 | Jogos Olímpicos       | Pequim, China          |
| Rev. 4x Livre  | 200    | 6:58.55  |    | Michael Phelps (1:44.49) Ricky Berens (1:44.13) David Walters (1:45.47) Ryan Lochte (1:44.46) | Estados Unidos | 31/Jul/2009 | Campeonato Mundial    | Roma, Itália           |
| Rev. 4x Medley | 100    | 3:26.78  |    | Ryan Murphy (52.31) Michael Andrew (58.49) Caeleb Dressel (49.03) Zach Apple (46.95)          | Estados Unidos | 01/Ago/2021 | Jogos Olímpicos       | Tóquio, Japão          |

### Feminino
| Estilo Nado    | Metros | Tempo    |    | Atleta(s)                                                                                               | País           | Data        | Evento                                   | Local                           |
| -------------- | ------ | -------- | -- | --- | -------------- | ----------- | ---------------------------------------- | ------------------------------- |
| Livre          | 50     | 23.61    | sf | Sarah Sjöström                                                                                          | Suécia         | 29/Jul/2023 | Campeonato Mundial                       | Fukuoka, Japão                  |
| Livre          | 100    | 51.71    | r  | Sarah Sjöström                                                                                          | Suécia         | 23/Jul/2017 | Campeonato Mundial                       | Budapeste, Hungria              |
| Livre          | 200    | 1:52.23  |    | Ariarne Titmus                                                                                          | Austrália      | 12/Jun/2024 | Australian Olympic Trial                 | Brisbane, Austrália             |
| Livre          | 400    | 3:54.18  |    | Summer McIntosh                                                                                         | Canadá         | 7/Jun/2025  | Seletivas Canadense                      | Victoria , Canadá               |
| Livre          | 800    | 8:04.12  |    | Katie Ledecky                                                                                           | Estados Unidos | 3/Mai/2025  | TYR Pro Swim Series                      | Fort Lauderdale, Estados Unidos |
| Livre          | 1500   | 15:20.48 |    | Katie Ledecky                                                                                           | Estados Unidos | 16/Mai/2018 | TYR Pro Swim Series                      | Indianápolis, Estados Unidos    |
| Costas         | 50     | 26.86    |    | Kaylee McKeown                                                                                          | Austrália      | 20/Out/2023 | Copa Mundial de Natação                  | Budapeste, Hungria              |
| Costas         | 100    | 57.13    |    | Regan Smith                                                                                             | Estados Unidos | 18/Jun/2024 | Seletivas olímpicas dos EUA              | Indianápolis, Estados Unidos    |
| Costas         | 200    | 2:03.14  |    | Kaylee McKeown                                                                                          | Austrália      | 10/Mar/2023 | Campeonato Estadual de Nova Gales do Sul | Sydney, Austrália               |
| Peito          | 50     | 29.16    |    | Rūta Meilutytė                                                                                          | Lituânia       | 30/Jul/2023 | Campeonato Mundial                       | Fukuoka, Japão                  |
| Peito          | 100    | 1:04.13  |    | Lilly King                                                                                              | Estados Unidos | 25/Jul/2017 | Campeonato Mundial                       | Budapeste, Hungria              |
| Peito          | 200    | 2:17.55  |    | Evgeniia Chikunova                                                                                      | Rússia         | 21/Abr/2023 | Campeonato Russo                         | Kazan, Rússia                   |
| Borboleta      | 50     | 24.43    |    | Sarah Sjöström                                                                                          | Suécia         | 05/Jul/2014 | Campeonato Sueco                         | Borås, Suécia                   |
| Borboleta      | 100    | 54.60    |    | Gretchen Walsh                                                                                          | Estados Unidos | 3/Mai/2025  | TYR Pro Swim Series                      | Fort Lauderdale, Estados Unidos |
| Borboleta      | 200    | 2:01.81  |    | Liu Zige                                                                                                | China          | 21/Out/2009 | Jogos Nacionais Chineses                 | Jinan, China                    |
| Medley         | 200    | 2:05.70  |    | Summer McIntosh                                                                                         | Canadá         | 9/Jun/2025  | Seletivas Canadense                      | Victoria , Canadá               |
| Medley         | 400    | 4:23.65  |    | Summer McIntosh                                                                                         | Canadá         | 11/Jun/2025 | Seletivas Canadense                      | Victoria , Canadá               |
| Rev. 4x Livre  | 100    | 3:27.96  |    | Mollie O'Callaghan (52.04) Shayna Jack (51.69) Meg Harris (52.29) Emma McKeon (51.90)                   | Austrália      | 23/Jul/2023 | Campeonato Mundial                       | Fukuoka, Japão                  |
| Rev. 4x Livre  | 200    | 7:37.50  |    | Mollie O'Callaghan (1:53.66) Shayna Jack (1:55.63) Brianna Throssell (1:55.80) Ariarne Titmus (1:52.41) | Austrália      | 23/Jul/2023 | Campeonato Mundial                       | Fukuoka, Japão                  |
| Rev. 4x Medley | 100    | 3:49.34  |    | Regan Smith (57.57) Kate Douglass (1:04.27) Gretchen Walsh (54.98) Torri Huske (52.52)                  | Estados Unidos | 3/Ago/2025  | Campeonato Mundial                       | Singapura, Singapura            |

### Misto
| Estilo Nado    | Metros | Tempo   |  | Atleta(s)                                                                           | País           | Data       | Evento             | Local                |
| -------------- | ------ | ------- |  | ----------------------------------------------------------------------------------- | -------------- | ---------- | ------------------ | -------------------- |
| Rev. 4x Livre  | 100    | 3:18.48 |  | Jack Alexy (46,91) Patrick Sammon (46,70) Kate Douglass (52,43) Torri Huske (52,44) | Estados Unidos | 2/Ago/2025 | Campeonato Mundial | Singapura, Singapura |
| Rev. 4x Medley | 100    | 3:37.43 |  | Ryan Murphy (52,08) Nick Fink (58,29) Gretchen Walsh (55,18) Torri Huske (51,88)    | Estados Unidos | 3/Ago/2024 | Jogos Olímpicos    | Paris, França        |

## Piscina curta (25m)

### Masculino
| Estilo Nado    | Metros | Tempo    |    | Atleta(s)                                                                                       | País           | Data        | Evento                                  | Local                             |
| -------------- | ------ | -------- | -- | ----------------------------------------------------------------------------------------------- | -------------- | ----------- | --------------------------------------- | --------------------------------- |
| Livre          | 50     | 19,90    | sf | Jordan Crooks                                                                                   | Ilhas Cayman   | 14/Dez/2024 | Campeonato do Mundo                     | Budapeste, Hungria                |
| Livre          | 100    | 44.84    |    | Kyle Chalmers                                                                                   | Austrália      | 29/Out/2021 | Copa do Mundo                           | Kazan, Rússia                     |
| Livre          | 200    | 1:38.61  |    | Luke Hobson                                                                                     | Estados Unidos | 15/Dez/2024 | Campeonato do Mundo                     | Budapeste, Hungria                |
| Livre          | 400    | 3:32.25  |    | Yannick Agnel                                                                                   | França         | 15/Nov/2012 | Campeonato Francês                      | Angers, França                    |
| Livre          | 800    | 7:20.46  |    | Daniel Wiffen                                                                                   | Irlanda        | 10/Dez/2023 | Campeonato Europeu                      | Otopeni, Roménia                  |
| Livre          | 1500   | 14:06.88 |    | Florian Wellbrock                                                                               | Alemanha       | 21/Dez/2021 | Campeonato Mundial                      | Abu Dhabi, Emirados Árabes Unidos |
| Costas         | 50     | 22.11    |    | Kliment Kolesnikov                                                                              | Rússia         | 23/Nov/2022 | Jogos Solidários                        | Kazan, Rússia                     |
| Costas         | 100    | 48.33    |    | Coleman Stewart                                                                                 | Estados Unidos | 29/Ago/2021 | Liga Internacional de Natação - Match 2 | Nápoles, Itália                   |
| Costas         | 200    | 1:45.63  |    | Mitch Larkin                                                                                    | Austrália      | 27/Nov/2015 | Campeonato Australiano                  | Sydney, Austrália                 |
| Peito          | 50     | 24.95    |    | Emre Sakçı                                                                                      | Turquia        | 27/Dez/2021 | Campeonato Turco                        | Gaziantep, Turquia                |
| Peito          | 100    | 55.28    |    | Ilya Shimanovic                                                                                 | Bielorrússia   | 26/Nov/2021 | Liga Internacional de Natação           | Eindhoven, Países Baixos          |
| Peito          | 200    | 2:00.16  |    | Kirill Prigoda                                                                                  | Rússia         | 13/Dez/2018 | Campeonato Mundial                      | Hangzhou, China                   |
| Borboleta      | 50     | 21.32    |    | Noé Ponti                                                                                       | Suécia         | 11/Dez/2024 | Campeonato Mundial                      | Budapeste, Hungria                |
| Borboleta      | 100    | 47.71    |    | Noé Ponti                                                                                       | Suécia         | 14/Dez/2024 | Campeonato Mundial                      | Budapeste, Hungria                |
| Borboleta      | 200    | 1:46.85  |    | Tomoru Honda                                                                                    | Japão          | 22/Out/2022 | Campeonato Japonês                      | Tóquio, Japão                     |
| Medley         | 100    | 49.28    |    | Caeleb Dressel                                                                                  | Estados Unidos | 21/Nov/2020 | Liga Internacional de Natação           | Budapeste, Hungria                |
| Medley         | 200    | 1:48.88  |    | Léon Marchand                                                                                   | França         | 01/11/2024  | Campeonato Mundial                      | Singapura                         |
| Medley         | 400    | 3:54.81  |    | Daiya Seto                                                                                      | Japão          | 20/Out/2022 | Campeonato Japonês                      | Las Vegas, Estados Unidos         |
| Rev. 4x Livre  | 50     | 1:21.80  |    | Caeleb Dressel (20.43) Ryan Held (20.25) Jack Conger (20.59) Michael Chadwick (20.53)           | Estados Unidos | 14/Dez/2018 | Campeonato Mundial                      | Hangzhou, China                   |
| Rev. 4x Livre  | 100    | 3:01.66  |    | Jack Alexy (45.05) Luke Hobson (45.18) Kieran Smith (46.01) Chris Guiliano (45.42)              | Estados Unidos | 10/Dez/2024 | Campeonato do Mundo                     | Budapeste, Hungria                |
| Rev. 4x Livre  | 200    | 6:40.51  |    | Luke Hobson (1:38.91) Carson Foster (1:40.77) Shaine Casas (1:40.34) Kieran Smith (1:40.49)     | Estados Unidos | 10/Dez/2024 | Campeonato do Mundo                     | Budapeste, Hungria                |
| Rev. 4x Medley | 50     | 1:29.72  |    | Lorenzo Mora (22.65) Nicolò Martinenghi (24.95) Matteo Rivolta (21.60) Leonardo Deplano (20.52) | Itália         | 17/Dez/2022 | Campeonato Mundial                      | Melbourne, Austrália              |
| Rev. 4x Medley | 100    | 3:18.68  |    | Miron Lifintsev (49.31) Kirill Prigoda (55.15) Andrei Minakov (48.80) Egor Kornev (45.42)       | Rússia         | 14/Dez/2024 | Campeonato do Mundo                     | Budapeste, Hungria                |

### Feminino
| Estilo Nado    | Metros | Tempo    |    | Atleta(s)                                                                                          | País           | Data        | Evento                        | Local                             |
| -------------- | ------ | -------- | -- | -------------------------------------------------------------------------------------------------- | -------------- | ----------- | ----------------------------- | --------------------------------- |
| Livre          | 50     | 22.83    |    | Gretchen Walsh                                                                                     | Estados Unidos | 15/Dez/2024 | Campeonato Mundial            | Budapeste, Hungria                |
| Livre          | 100    | 50.25    |    | Cate Campbell                                                                                      | Estados Unidos | 26/Out/2017 | Campeonato Australiano        | Adelaide, Austrália               |
| Livre          | 200    | 1:50.31  |    | Siobhán Haughey                                                                                    | Hong Kong      | 16/Dez/2021 | Campeonato Mundial            | Abu Dhabi, Emirados Árabes Unidos |
| Livre          | 400    | 3:50.25  |    | Summer McIntosh                                                                                    | Canadá         | 10/Dez/2024 | Campeonato Mundial            | Budapeste, Hungria                |
| Livre          | 800    | 7:57.42  |    | Katie Ledecky                                                                                      | Estados Unidos | 5/Nov/2022  | Copa do Mundo                 | Indianápolis, Estados Unidos      |
| Livre          | 1500   | 15:08.24 |    | Katie Ledecky                                                                                      | Estados Unidos | 29/Out/2022 | Copa do Mundo                 | Toronto, Canadá                   |
| Costas         | 50     | 25.23    |    | Regan Smith                                                                                        | Estados Unidos | 13/Dez/2024 | Campeonato Mundial            | Budapeste, Hungria                |
| Costas         | 100    | 54.02    | r  | Regan Smith                                                                                        | Estados Unidos | 15/Dez/2024 | Campeonato Mundial            | Budapeste, Hungria                |
| Costas         | 200    | 1:58.04  |    | Regan Smith                                                                                        | Estados Unidos | 15/Dez/2024 | Campeonato Mundial            | Budapeste, Hungria                |
| Peito          | 50     | 28.37    | sf | Rūta Meilutytė                                                                                     | Lituânia       | 17/Dez/2022 | Campeonato Mundial            | Melbourne, Austrália              |
| Peito          | 100    | 1:02.36  | =  | Rūta Meilutytė                                                                                     | Lituânia       | 12/Out/2013 | Copa do Mundo                 | Moscou, Rússia                    |
| Peito          | 100    | 1:02.36  | =  | Alia Atkinson                                                                                      | Jamaica        | 06/Dez/2014 | Campeonato Mundial            | Doha - Catar                      |
| Peito          | 100    | 1:02.36  | =  | Alia Atkinson                                                                                      | Jamaica        | 26/Ago/2016 | Copa do Mundo                 | Chartres, França                  |
| Peito          | 200    | 2:12.50  |    | Kate Douglass                                                                                      | Estados Unidos | 13/Dez/2024 | Campeonato Mundial            | Budapeste, Hungria                |
| Borboleta      | 50     | 23,94    | sf | Gretchen Walsh                                                                                     | Canadá         | 10/Dez/2024 | Campeonato Mundial            | Budapeste, Hungria                |
| Borboleta      | 100    | 52.71    |    | Gretchen Walsh                                                                                     | Canadá         | 14/Dez/2024 | Campeonato Mundial            | Budapeste, Hungria                |
| Borboleta      | 200    | 1:59.32  |    | Summer McIntosh                                                                                    | Canadá         | 12/Dez/2024 | Campeonato Mundial            | Budapeste, Hungria                |
| Medley         | 100    | 55,98    | tt | Gretchen Walsh                                                                                     | Estados Unidos | 18/Out/2024 | Virginia vs Florida Dual Meet | Charlottesville, Estados Unidos   |
| Medley         | 200    | 2:01.63  |    | Kate Douglass                                                                                      | Estados Unidos | 10/Dez/2024 | Campeonato Mundial            | Budapeste, Hungria                |
| Medley         | 400    | 4:15.48  |    | Summer McIntosh                                                                                    | Canadá         | 14/Dez/2024 | Campeonato Mundial            | Budapeste, Hungria                |
| Rev. 4x Livre  | 50     | 1:32.50  |    | Ranomi Kromowidjojo (23.05) Maaike de Waard (23.16) Kim Busch (23.47) Femke Heemskerk (22.82)      | Países Baixos  | 12/Dez/2020 | Campeonato Mundial            | Eindhoven, Países Baixos          |
| Rev. 4x Livre  | 100    | 3:25.01  |    | Kate Douglass (50.95) Katharine Berkoff (51.38) Alex Shackell (52.01) Gretchen Walsh (50.67)       | Estados Unidos | 10/Dez/2024 | Campeonato Mundial            | Budapeste, Hungria                |
| Rev. 4x Livre  | 200    | 7:30.13  |    | Alexandra Walsh (1:53,25) Paige Madden (1:53.18) Katie Grimes (1:53.39) Claire Weinstein (1:50.31) | Estados Unidos | 12/Dez/2024 | Campeonato Mundial            | Budapeste, Hungria                |
| Rev. 4x Medley | 50     | 1:42.35  |    | Mollie O'Callaghan (25.49) Chelsea Hodges (29.11) Emma McKeon (24.43) Madison Wilson (23.32)       | Austrália      | 17/Dez/2022 | Campeonato Mundial            | Melbourne, Austrália              |
| Rev. 4x Medley | 100    | 3:40.41  |    | Regan Smith (54.02) Lilly King (1:03.02) Gretchen Walsh (52.84) Kate Douglass (50.53)              | Estados Unidos | 15/Dez/2024 | Campeonato Mundial            | Budapeste, Hungria                |

### Misto
| Estilo Nado    | Metros | Tempo   |  | Atleta(s)                                                                                         | País           | Data        | Evento             | Local                |
| -------------- | ------ | ------- |  | ------------------------------------------------------------------------------------------------- | -------------- | ----------- | ------------------ | -------------------- |
| Rev. 4x Livre  | 50     | 1:27.33 |  | Maxime Grousset (20.92) Florent Manaudou (20.26) Beryl Gastaldello (23.00) Melanie Henique(23.15) | França         | 14/Nov/2022 | Campeonato Mundial | Melbourne, Austrália |
| Rev. 4x Medley | 50     | 1:35.15 |  | Ryan Murphy (22.37) Nic Fink (24.96) Kate Douglass (24.09) Torri Huske (23.73)                    | Estados Unidos | 14/Dec/2022 | Campeonato Mundial | Melbourne, Austrália |
| Rev. 4x Medley | 100    | 3:30.47 |  | Miron Lifintsev (48,90) Kirill Prigoda (54,86) Arina Surkova (55,63) Daria Klepikova (51,08)      | Rússia         | 14/Dec/2024 | Campeonato Mundial | Budapest, Hungria    |

### Revezamento Multinacional
| Estilo Nado              | Metros | Tempo   |     | Atletas - País | Representação   | Data           | Evento                              | Local              |
| ------------------------ | ------ | ------- | --- | --- | --------------- | -------------- | ----------------------------------- | ------------------ |
| Rev. 4x Livre Feminino   | 100    | 3:25.37 | WR* | Siobhán Haughey - Hong Kong · Pernille Blume - Dinamarca · Femke Heemskerk - Países Baixos · Sarah Sjöström - Suécia         | Energy Standard | 21-22/Nov/2020 | ISL - Liga Internacional de Natação | Budapeste, Hungria |
| Rev. 4x Medley Feminino  | 100    | 3:45.58 | WR  | Olivia Smoliga - Estados Unidos · Lilly King - Estados Unidos · Kelsi Dahlia - Estados Unidos · Erika Brown - Estados Unidos | Cali Condors    | 21-22/Nov/2020 | ISL - Liga Internacional de Natação | Budapeste, Hungria |
| Rev. 4x Livre Masculino  | 100    | 3:02.78 | WR* | Evgeny Rylov - Rússia · Kliment Kolesnikov - Rússia · Chad le Clos - África do Sul · Florent Manaudou - França               | Energy Standard | 21-22/Nov/2020 | ISL - Liga Internacional de Natação | Budapeste, Hungria |
| Rev. 4x Medley Masculino | 100    | 3:18.28 | WR* | Kliment Kolesnikov - Rússia · Ilya Shymanovich - Bielorrússia · Chad le Clos - África do Sul · Florent Manaudou - França     | Energy Standard | 21-22/Nov/2020 | ISL - Liga Internacional de Natação | Budapeste, Hungria |
| Rev. 4x Livre Misto      | 100    | 3:14.21 |     | Evgeny Rylov - Rússia · Florent Manaudou - França · Sarah Sjöström - Suécia · Siobhán Haughey - Hong Kong                    | Energy Standard | 21-22/Nov/2020 | ISL - Liga Internacional de Natação | Budapeste, Hungria |
| Rev. 4x Medley Misto     | 100    | 3:33.31 |     | Ingrid Wilm - Canadá · Christopher Rothbauer - Áustria · Tom Shields - Estados Unidos · Abbey Weitzeil - Estados Unidos      | LA Current      | 4-5/Set/2021   | ISL - Liga Internacional de Natação | Nápoles, Itália    |

WR* = Recorde Mundial não pode ser reconhecido por não conter atletas do mesmo país, conforme regra da FINA.
Legenda: # – recorde aguardando reconhecimento da FINA;
Recordes não estabelecidos em finais: h – heat (eliminatória); sf – semifinal; r – revezamento 1st leg; rh – revezamento eliminatória 1st leg; b – final B; † – en route to final mark; tt – time trial

## Ranking de recordes

### Por país
| País           | Recorde | PL        | PC        | Total     | PL       | PC       | Total    | PL    | PC    | Total |
| País           | Recorde | Masculino | Masculino | Masculino | Feminino | Feminino | Feminino | Misto | Misto | Misto |
| -------------- | ------- | --------- | --------- | --------- | -------- | -------- | -------- | ----- | ----- | ----- |
| Estados Unidos | 22      | 6         | 7         | 13        | 4        | 4        | 8        |       | 1     | 1     |
| Austrália      | 17      |           | 3         | 3         | 7        | 6        | 13       | 1     |       | 1     |
| China          | 6       | 4         |           | 4         | 1        | 1        | 2        |       |       |       |
| Suécia         | 6       |           | 1         | 1         | 4        | 1        | 5        |       |       |       |
| Hungria        | 5       | 1         | 1         | 2         | 1        | 2        | 3        |       |       |       |
| Alemanha       | 4       | 2         | 2         | 4         |          |          |          |       |       |       |
| Rússia         | 4       | 1         | 2         | 2         | 1        |          | 1        |       |       |       |
| França         | 4       | 1         | 2         | 3         |          |          |          |       | 1     | 1     |
| Canadá         | 3       |           |           |           | 1        | 2        | 3        |       |       |       |
| Reino Unido    | 3       | 2         |           | 2         |          |          |          | 1     |       | 1     |
| Itália         | 3       | 1         | 2         | 3         |          |          |          |       |       |       |
| Lituânia       | 3       |           |           |           | 1        | 2        | 3        |       |       |       |
| Japão          | 2       |           | 2         | 2         |          |          |          |       |       |       |
| Espanha        | 2       |           |           |           |          | 2        | 2        |       |       |       |
| Países Baixos  | 2       |           |           |           |          | 2        | 2        |       |       |       |
| Brasil         | 1       | 1         |           | 1         |          |          |          |       |       |       |
| Ucrânia        | 1       | 1         |           | 1         |          |          |          |       |       |       |
| Jamaica        | 1       |           |           |           |          | 1        | 1        |       |       |       |
| Bielorrússia   | 1       |           | 1         | 1         |          |          |          |       |       |       |
| Turquia        | 1       |           | 1         | 1         |          |          |          |       |       |       |
| Hong Kong      | 1       |           |           |           |          | 1        | 1        |       |       |       |
| Total          | 92      | 20        | 24        | 44        | 20       | 24       | 44       | 2     | 2     | 4     |

### Por atleta (masculino)
| Ranking | Total recordes | Nome (último recorde)  | País           |
| ------- | -------------- | ---------------------- | -------------- |
| 1       | 6              | Caeleb Dressel (2021)  | Estados Unidos |
| 2       | 3              | Ryan Murphy (2022)     | Estados Unidos |
| 2       | 3              | Kyle Chalmers (2022)   | Austrália      |
| 2       | 3              | Adam Peaty (2021)      | Reino Unido    |
| 2       | 3              | Ryan Lochte (2012)     | Estados Unidos |
| 2       | 3              | Paul Biedermann (2009) | Alemanha       |

### Por atleta (feminino)
| Ranking | Total Recordes | Nome (último recorde)     | País           |
| ------- | -------------- | ------------------------- | -------------- |
| 1       | 7              | Mollie O'Callaghan (2023) | Austrália      |
| 2       | 4              | Kaylee McKeown (2023)     | Austrália      |
| 2       | 4              | Katie Ledecky (2022)      | Estados Unidos |
| 2       | 4              | Sarah Sjöström (2017)     | Suécia         |
| 3       | 3              | Rūta Meilutytė (2023)     | Lituânia       |
| 3       | 3              | Shayna Jack (2023)        | Austrália      |
| 3       | 3              | Madison Wilson (2022)     | Austrália      |
| 3       | 3              | Lilly King (2022)         | Estados Unidos |
| 3       | 3              | Emma McKeon (2022)        | Austrália      |
| 3       | 3              | Katinka Hosszú (2017)     | Hungria        |

## Por duração
| Ranking | Data do Recorde | Atleta(s)                                                    | País           | Prova                       | Tempo   |
| ------- | --------------- | ------------------------------------------------------------ | -------------- | --------------------------- | ------- |
| 1       | 20/Jul/2008     | Grant Hackett                                                | Austrália      | 800 m Livre (P. curta)      | 7:23.42 |
| 2       | 11/Ago/2008     | Michael Phelps Garrett Weber-Gale Cullen Jones Jason Lezak   | Estados Unidos | Rev. 4x100 Livre (P. longa) | 3:08.24 |
| 3       | 14/Dez/2008     | Alain Bernard Fabien Gilot Amaury Leveaux Frédérick Bousquet | França         | Rev. 4x50 Livre (P. curta)  | 1:20.77 |

## Galeria dos recordistas

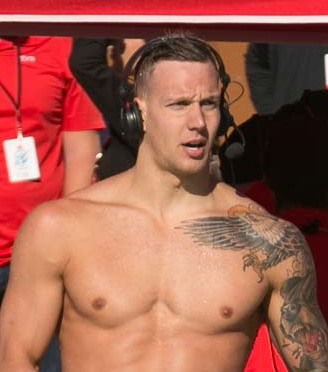
Caeleb Dressel
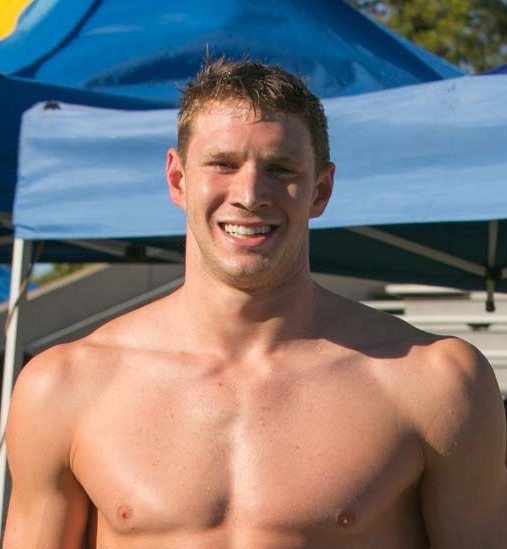
Ryan Murphy
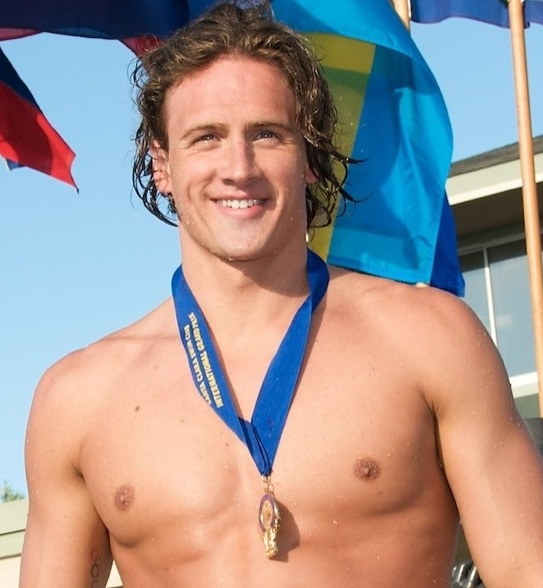
Ryan Lochte
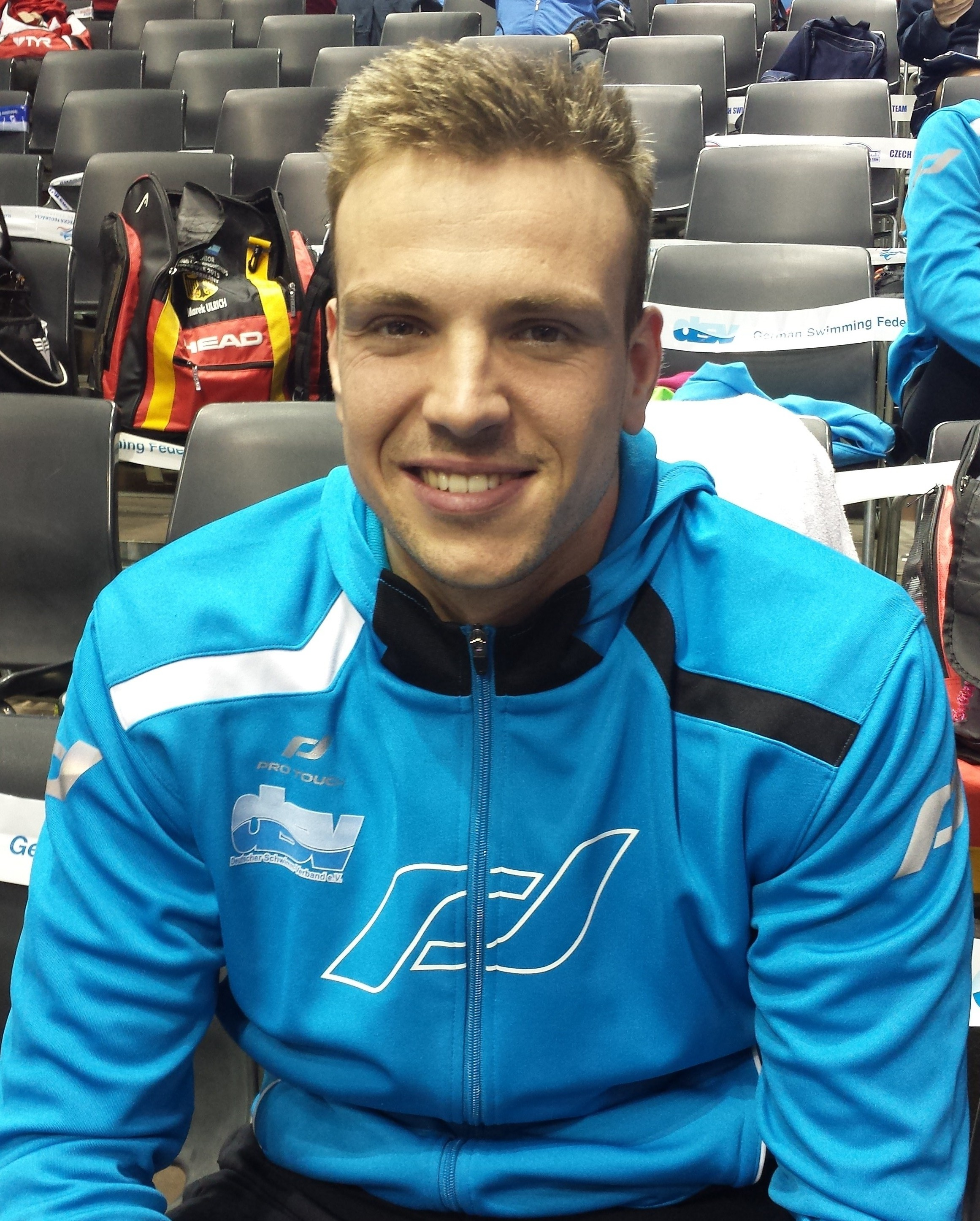
Paul Biedermann
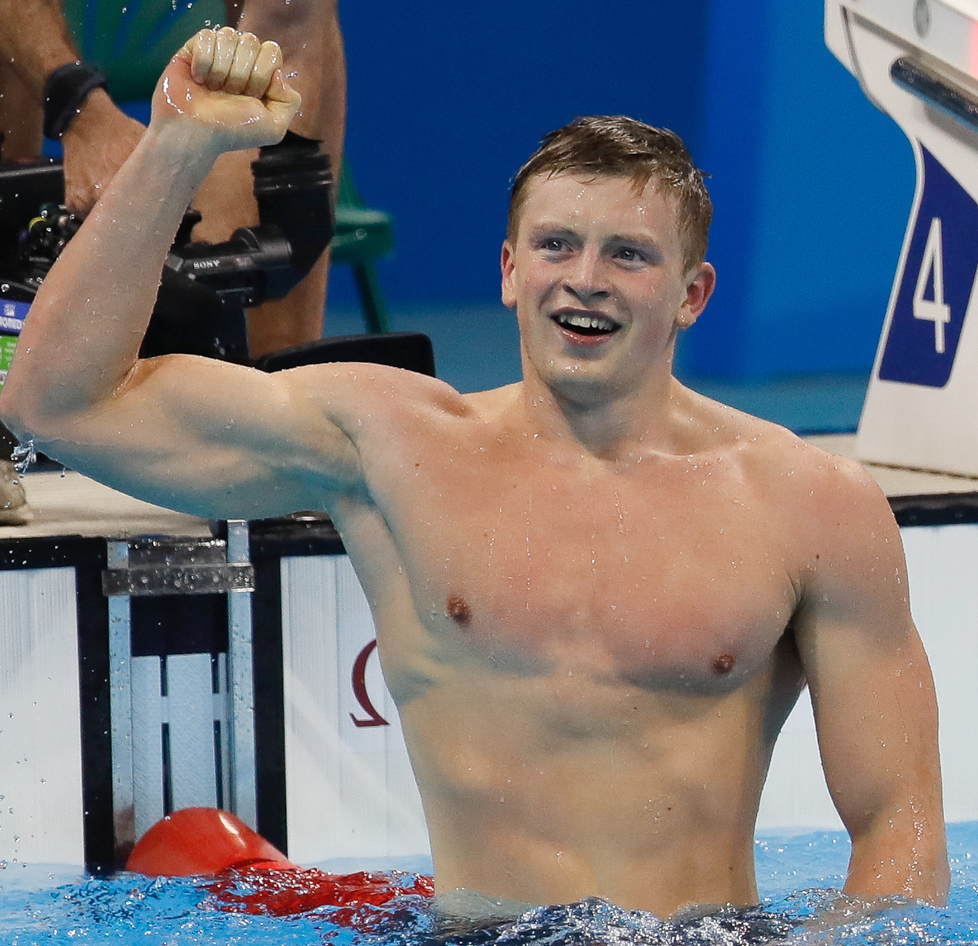
Adam Peaty
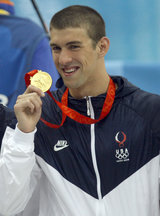
Michael Phelps
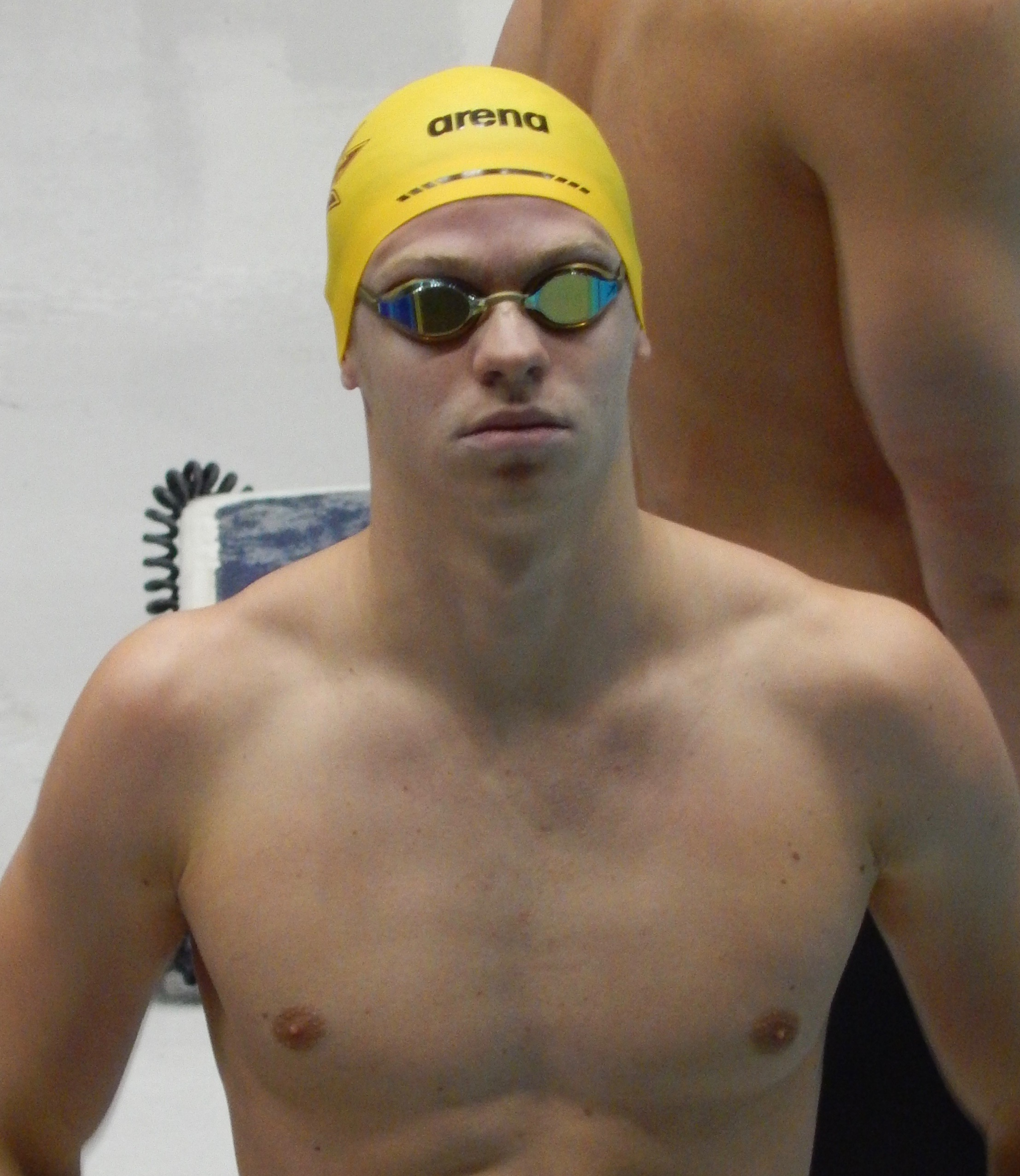
Léon Marchand
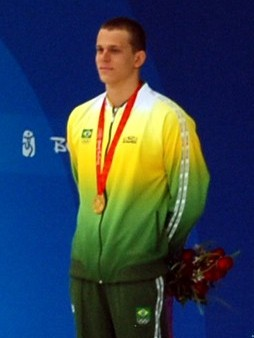
César Cielo
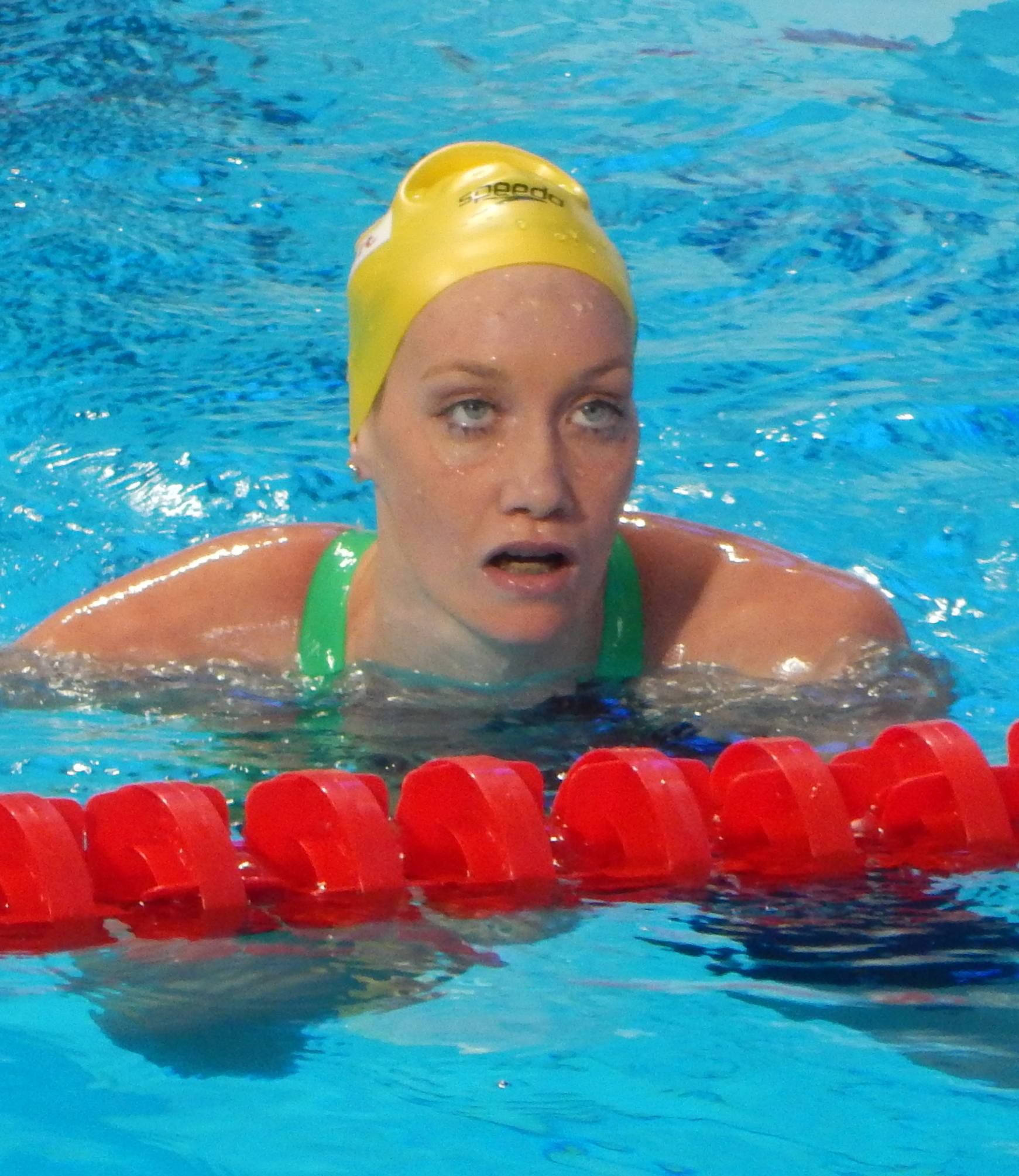
Madison Wilson
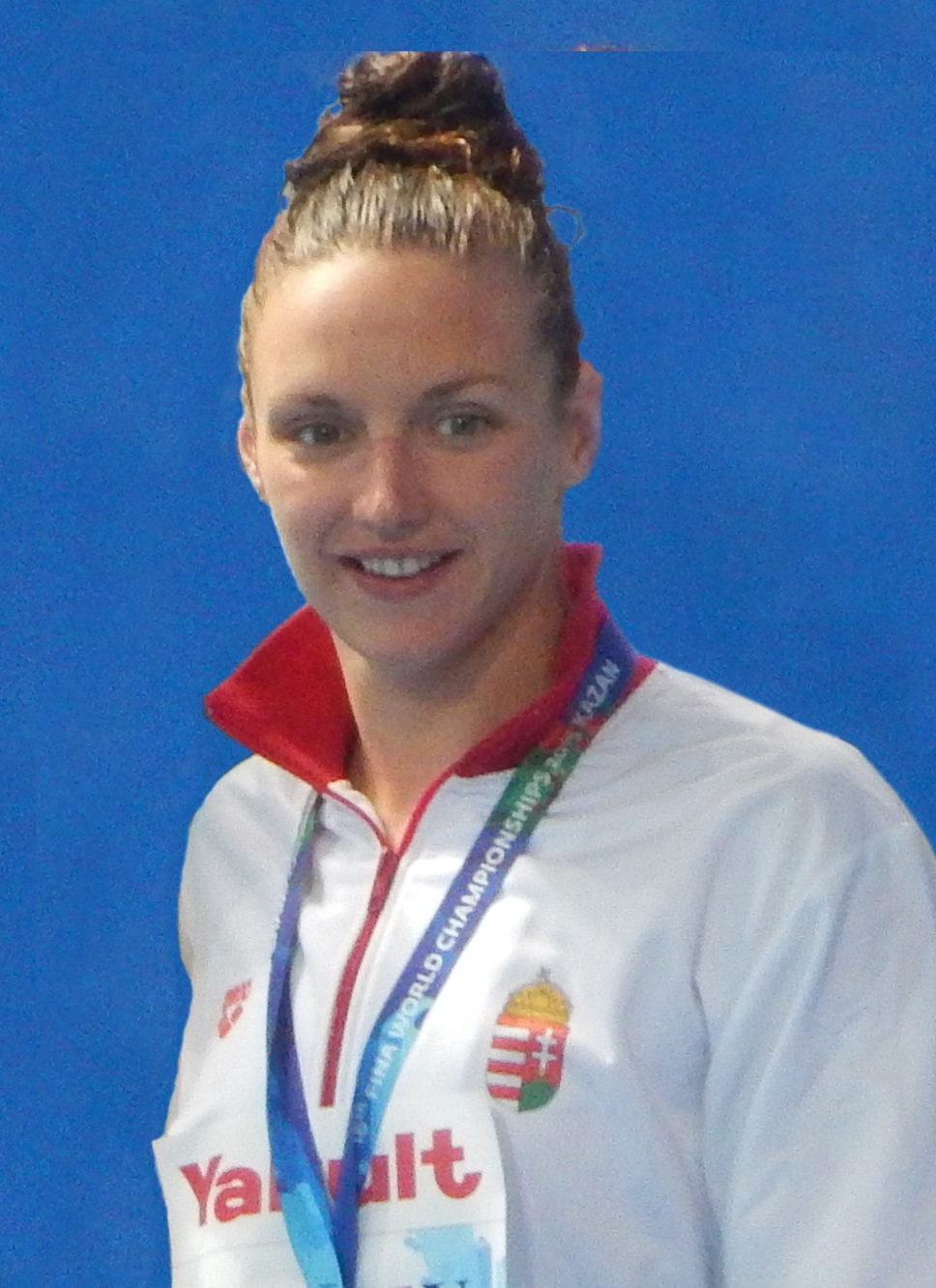
Katinka Hosszú
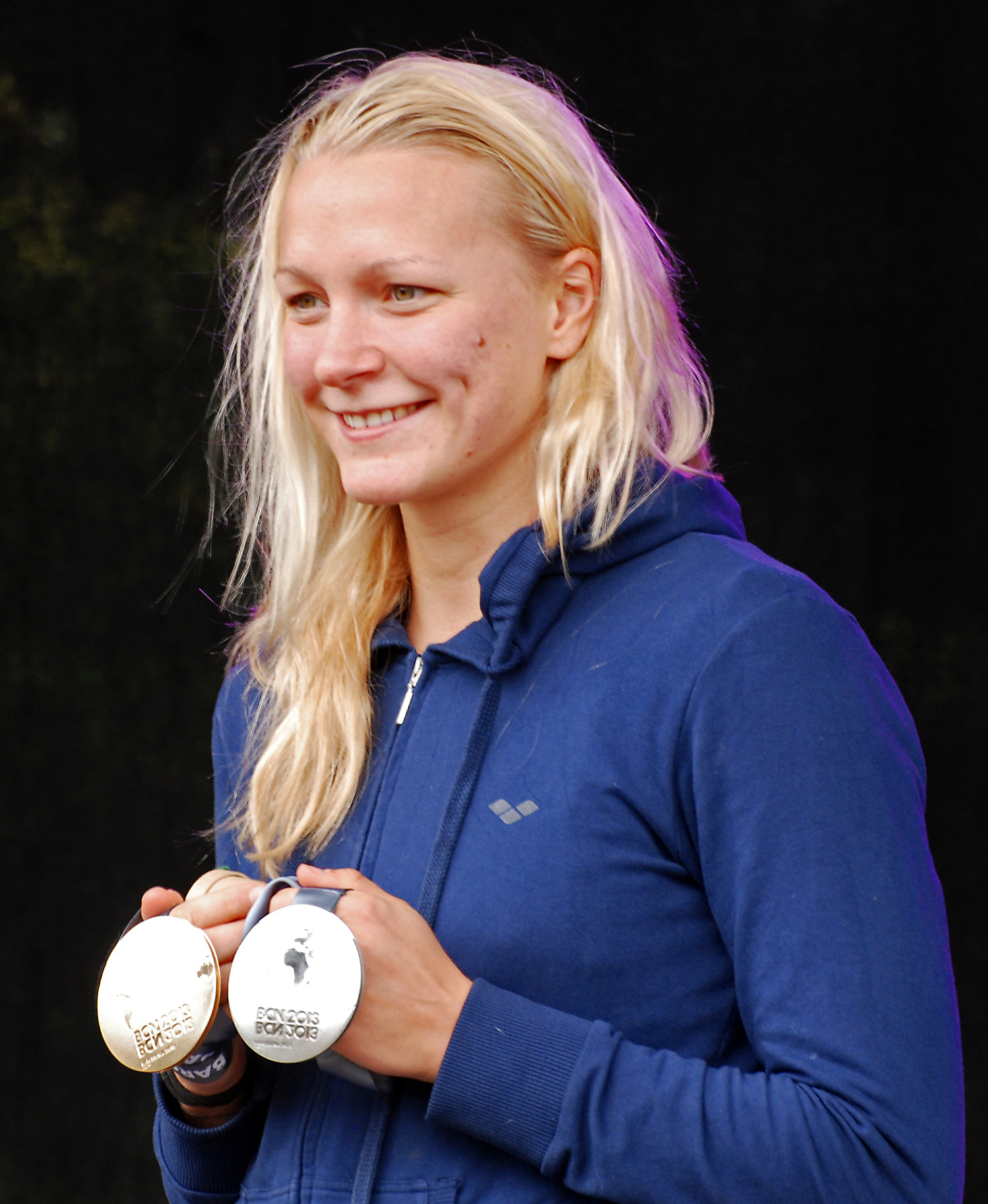
Sarah Sjöström
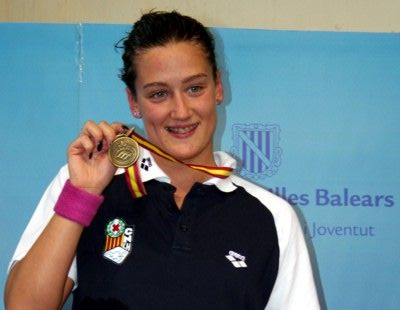
Mireia Belmonte
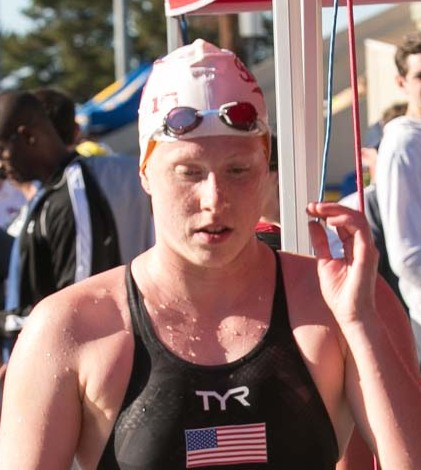
Lilly King
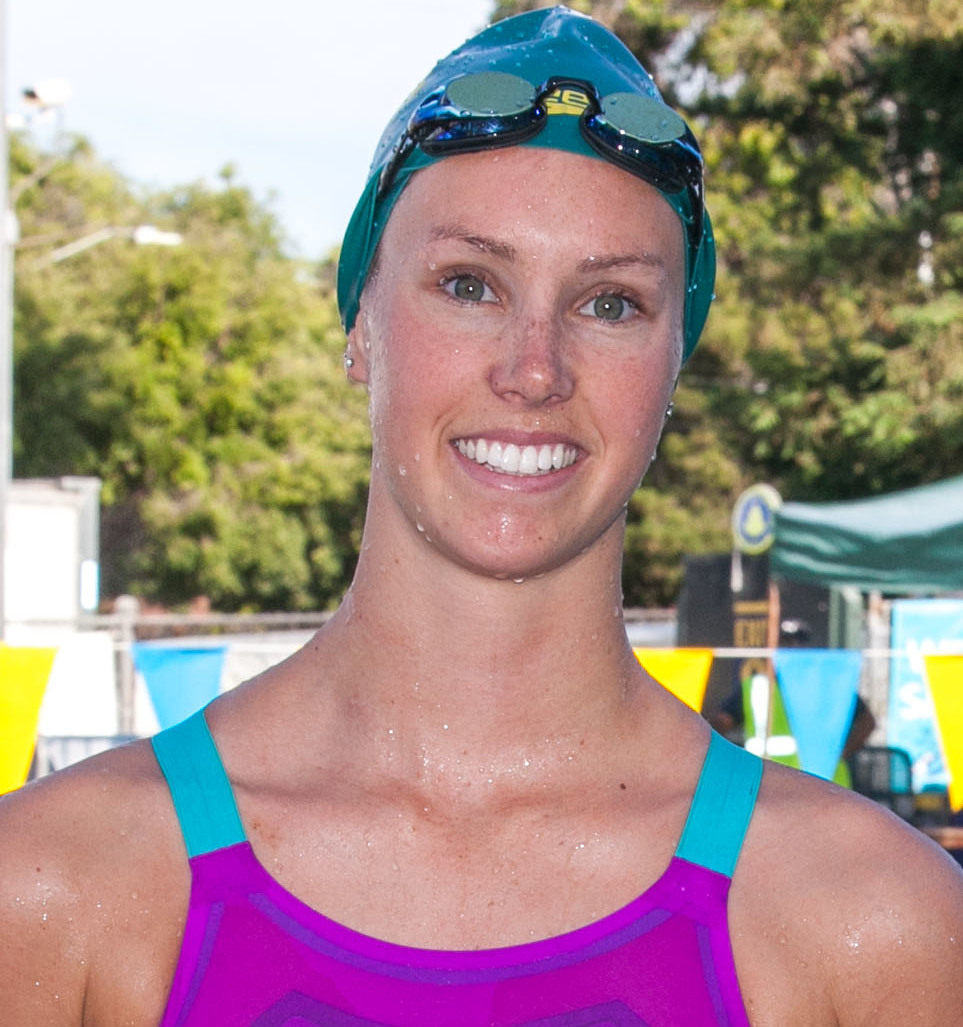
Emma McKeon
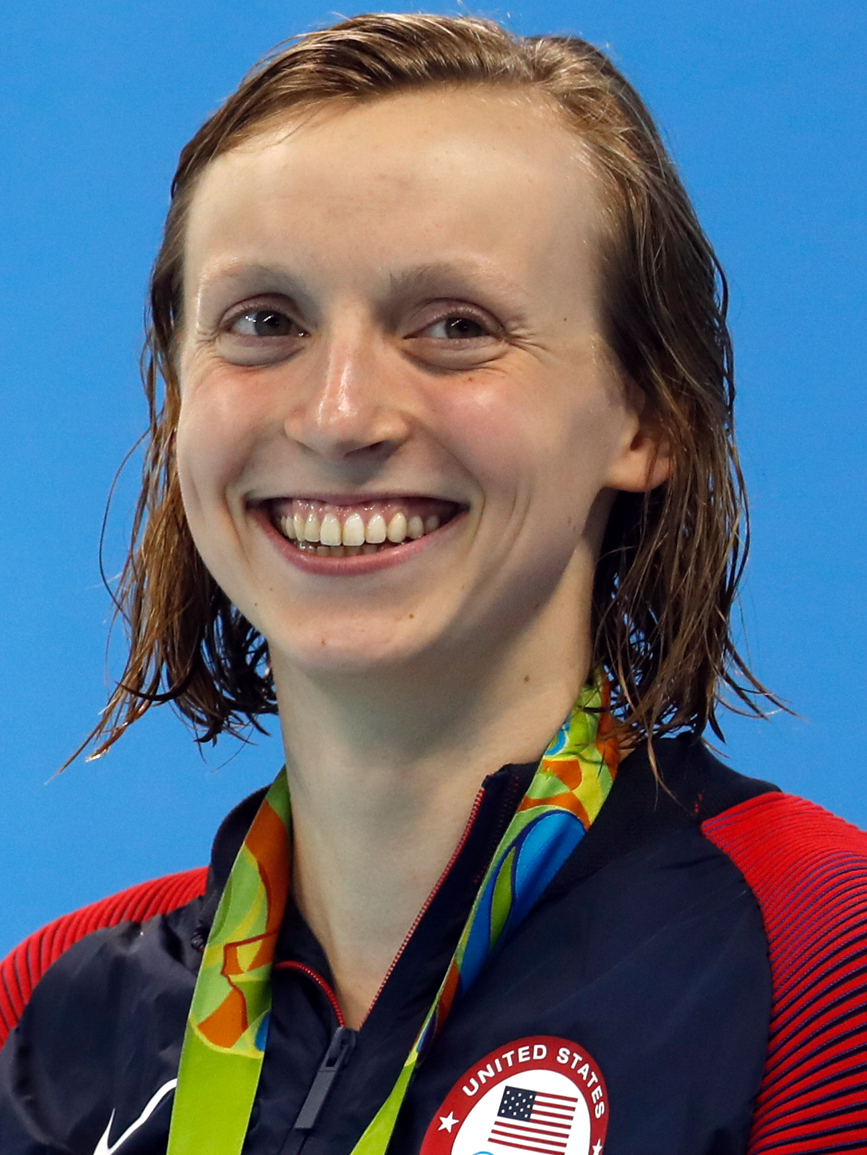
Katie Ledecky
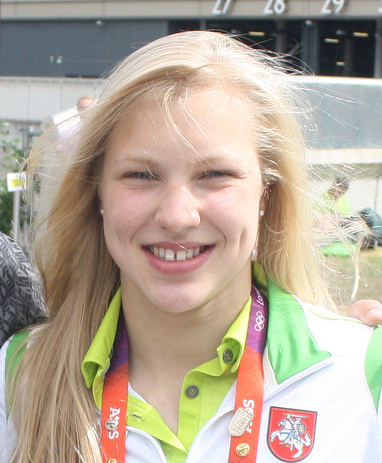
Rūta Meilutytė